# Apple Island (Massachusetts)
Koordinaten: 42° 22′ N, 70° 59′ W

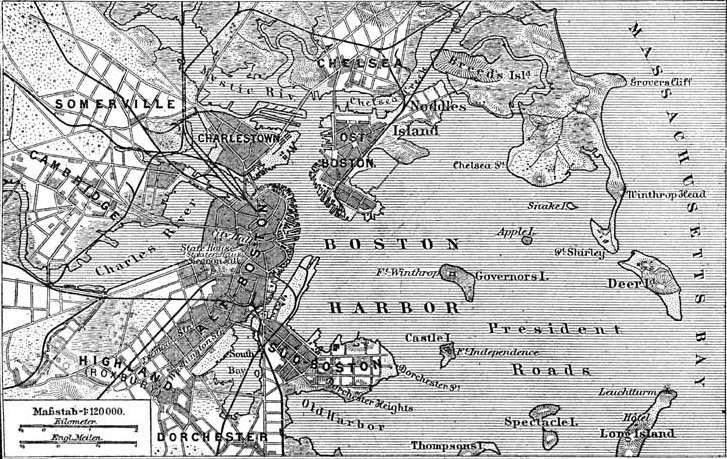
Landkarte von 1888, die Apple Island vor dem Bau des Flughafens zeigt.

Apple Island war eine Insel innerhalb des Bostoner Hafenbeckens im US-Bundesstaat Massachusetts. Die Insel fiel der Landgewinnung für den Bau und die Erweiterung des Flughafens Logan International Airport zum Opfer.